# CTNS (جين)

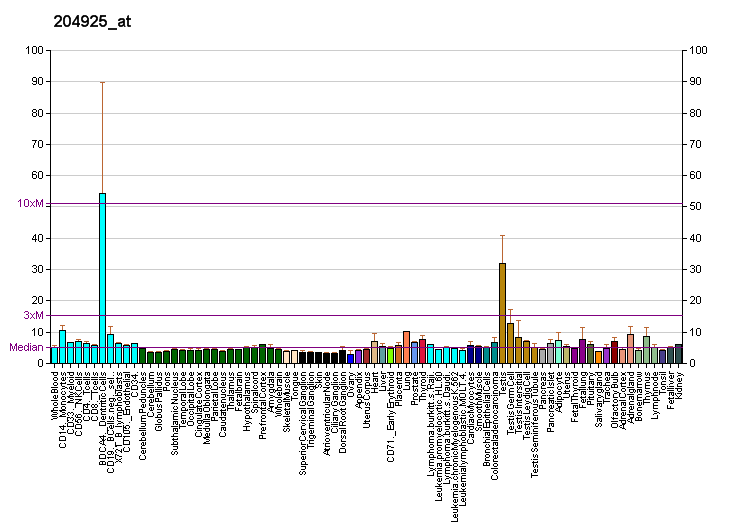
نمط التعبير الجيني لجين CTNS.

CTNS: هو الجين الذي يشفر بروتين السيستينوسين في البشر. السيستينوسين (بالإنجليزية: Cystinosin)‏ هو بروتين عبر الغشاء الليزوزومي السبعة الذي يعمل ناقلًا نشطًا لتصدير جزيئات السيستين من الليزوزوم. الطفرات في CTNS هي المسؤولة عن داء cystinosis ، وهو مرض وراثي متنحي متنحي للتخزين الليزوزومي.